# Abutilon eremitopetalum
Abutilon eremitopetalum är en malvaväxtart som beskrevs av Caum. Abutilon eremitopetalum ingår i släktet klockmalvor, och familjen malvaväxter. IUCN kategoriserar arten globalt som akut hotad. Inga underarter finns listade i Catalogue of Life.

## Bildgalleri

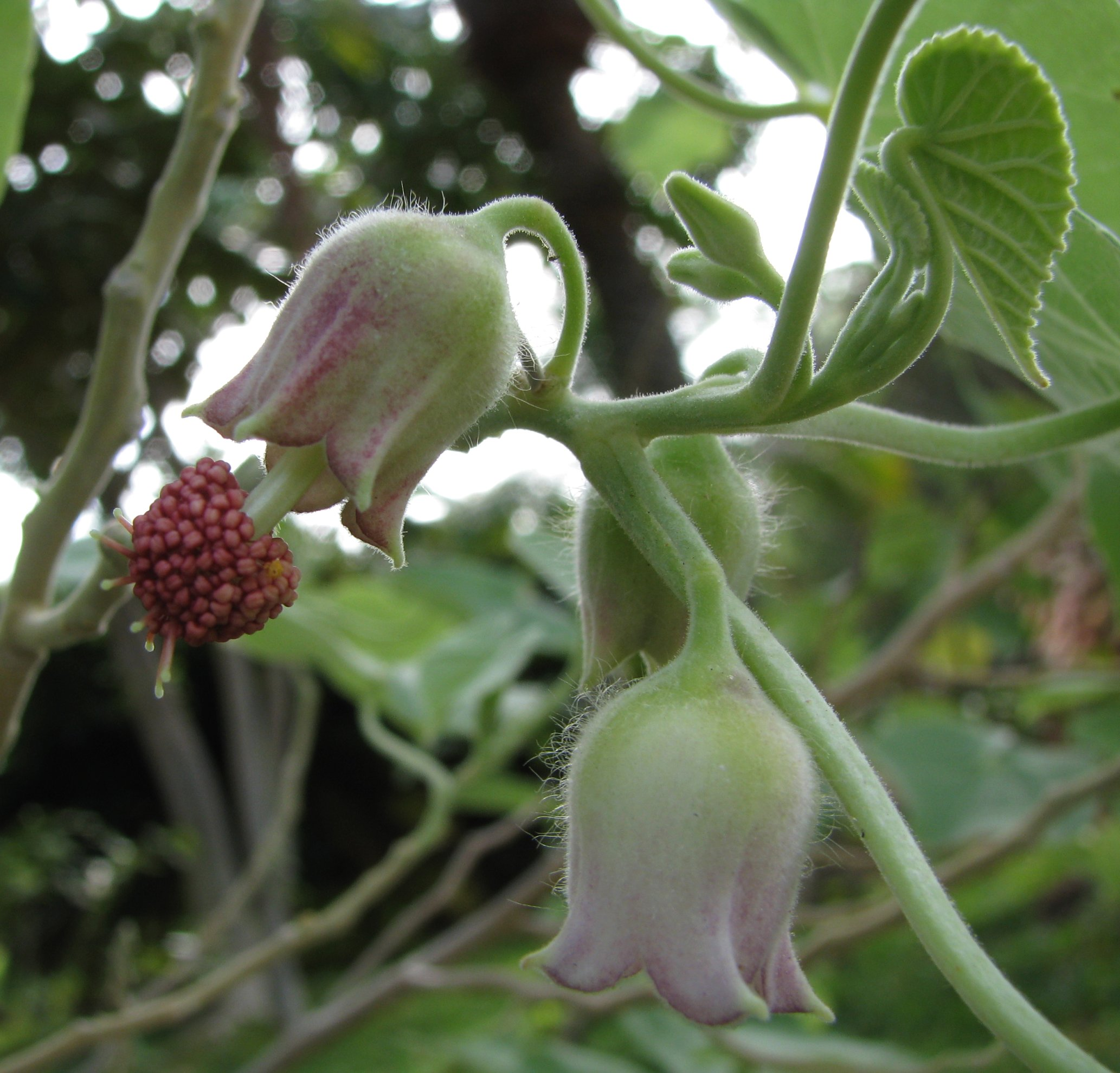
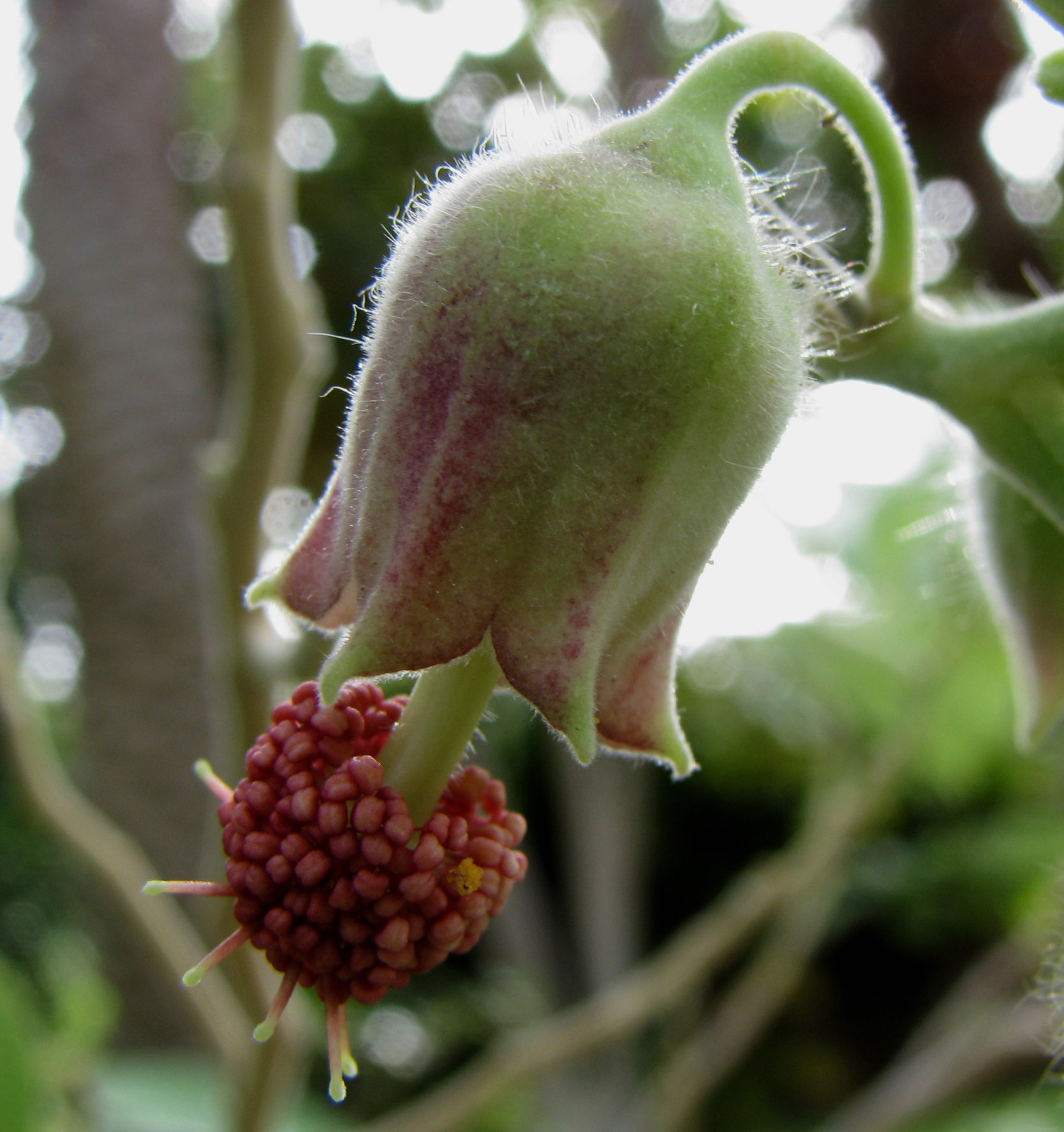
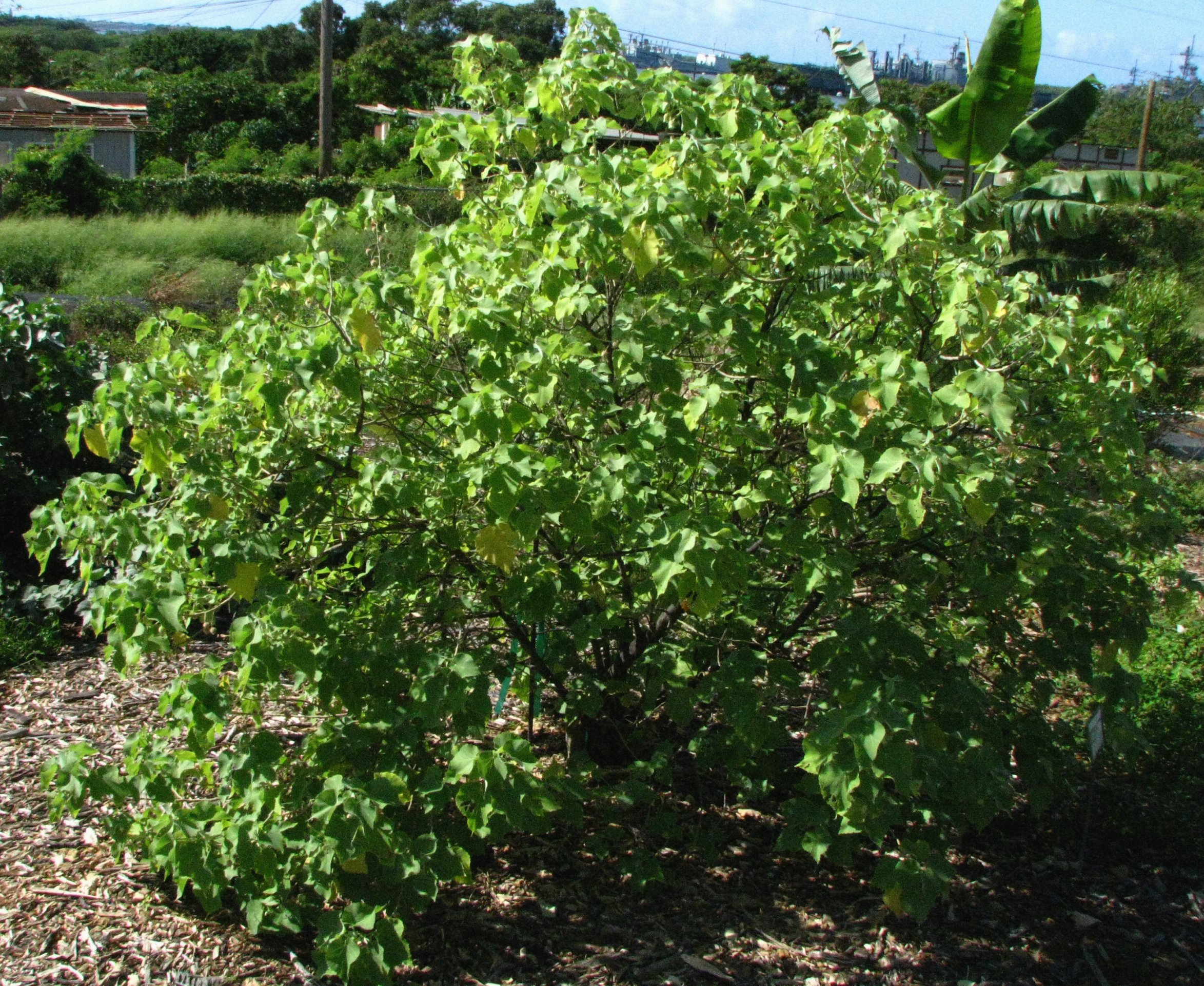
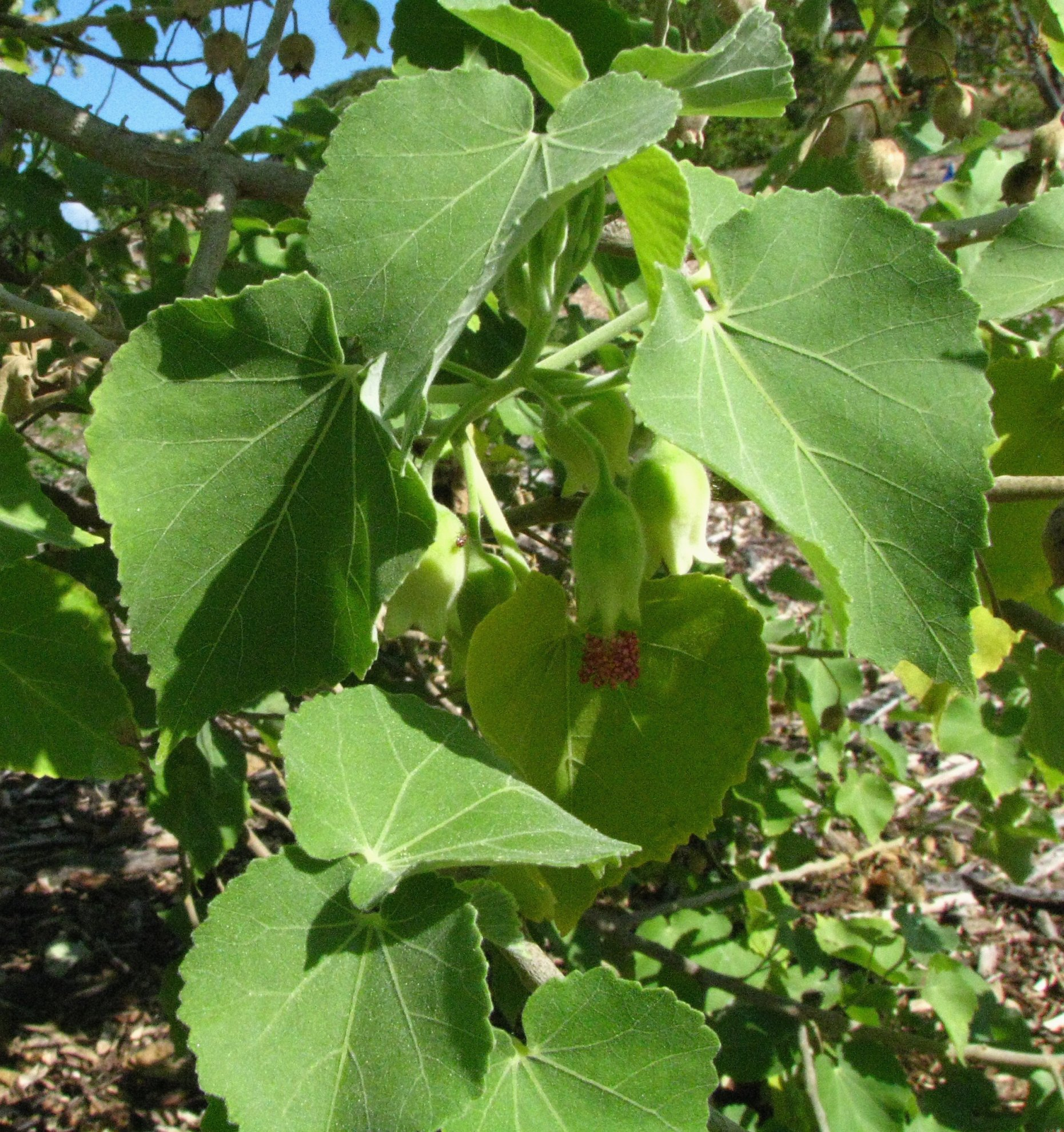
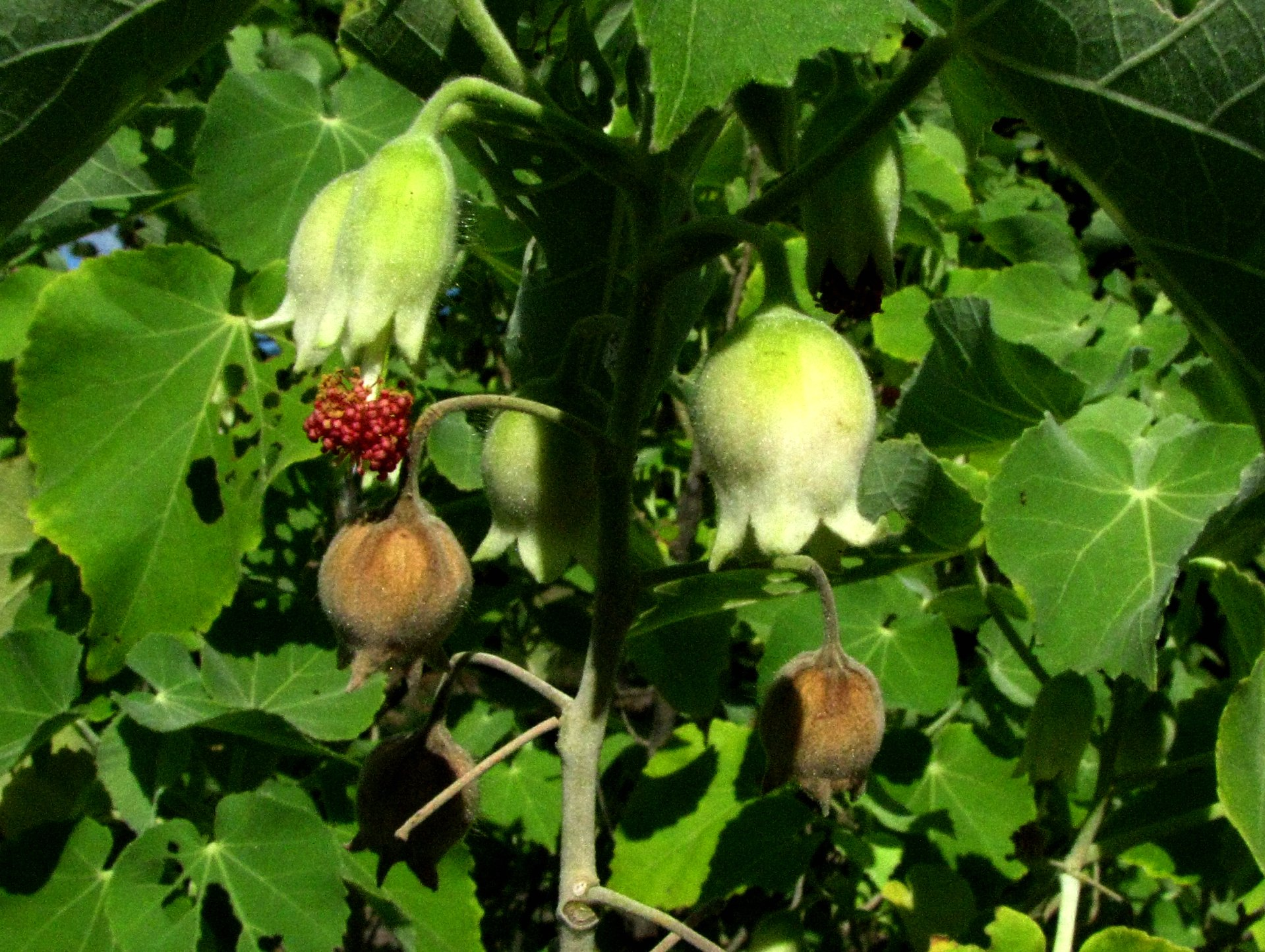
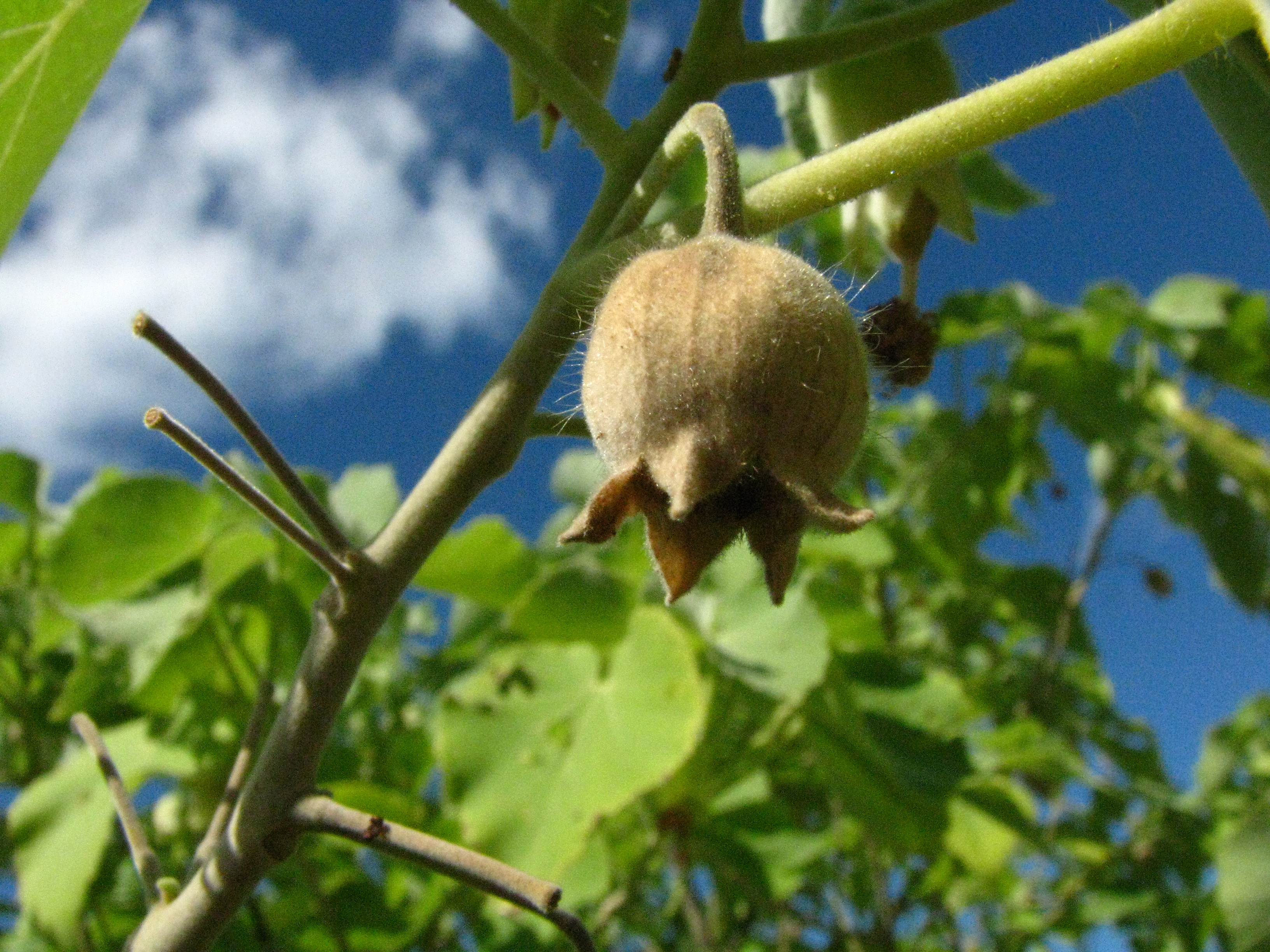